# Cualác
Cualác es una localidad del estado mexicano de Guerrero. Es la cabecera del municipio de Cualác.

## Toponimia
El nombre «Cualác» proviene de los términos en náhuatl: cualli, bueno; atl, agua; co, locativo. Su significado es «En el agua buena».

## Demografía
| Gráfica de evolución demográfica |
|                                  |

| Censo | Población |
| ----- | --------- |
| 1900  | 1 029     |
| 1910  | 1 140     |
| 1921  | 782       |
| 1930  | 1 034     |
| 1940  | 1 230     |
| 1950  | 1 568     |
| 1960  | 1 558     |
| 1970  | 1 316     |
| 1980  | 1 704     |
| 1990  | 1 428     |
| 2000  | 1 718     |
| 2010  | 1 794     |
| 2020  | 2 204     |